# Koszyn

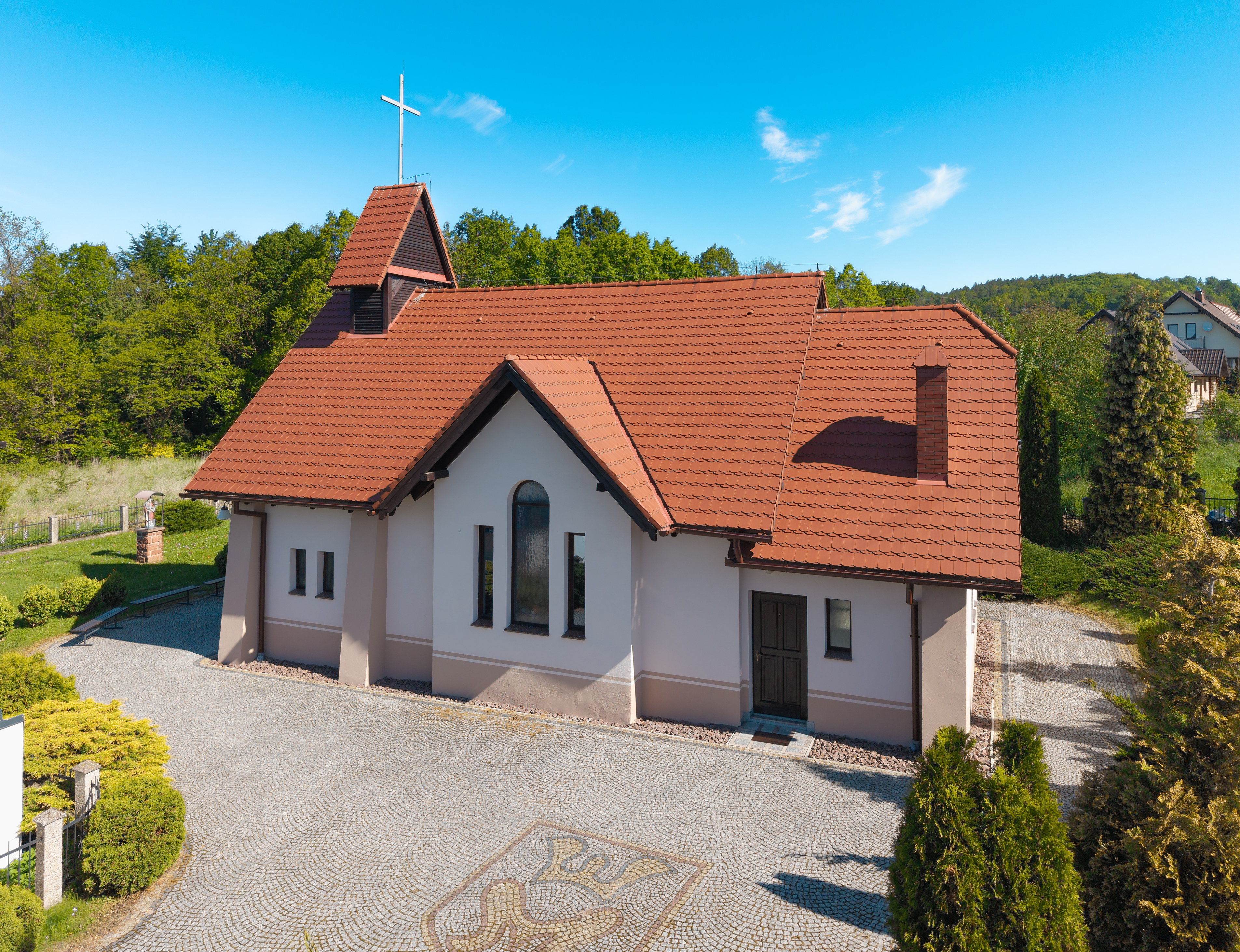
Kościół MB Nieustającej Pomocy w Koszynie

Koszyn (do 1945 r. niem. Koschen b. Eckersdorf) – osada w Polsce położona w województwie dolnośląskim, w powiecie kłodzkim, w gminie Nowa Ruda.

## Położenie
Koszyn leży w Kotlinie Kłodzkiej na zachodnim stoku Garbu Dzikowca pomiędzy trzema pasmami górskimi: Górami Stołowymi, Górami Sowimi, Górami Bardzkim, pomiędzy wzniesieniami Czajka od północy i Królik od południa; na wysokości 400–450 m n.p.m. Jest dogodnie usytuowany przy drodze nr 381 z Kłodzka do Wałbrzycha.

## Podział administracyjny
W latach 1975–1998 miejscowość administracyjnie należała do województwa wałbrzyskiego.
Do 2008 administracyjnie osada podlegała pod Bożków. Obecnie Koszyn jest najmłodszym sołectwem gminy Nowa Ruda, zamieszkanym przez 380 osób.

## Historia
Koszyn powstał w drugiej połowie XIX wieku jako kolonia Bożkowa, wówczas była to typowa osada górniczo-rolnicza. Na przełomie XIX i XX wieku miejscowość znacznie rozwinęła się, do czego przyczyniło się sąsiedztwo kopalni „Johann Baptista” w Sobaniowie. W 1910 roku kolonia liczyła 140 mieszkańców, w 1933 roku ich liczba wzrosła do 248 osób. Po 1945 roku Koszyn zachował swój charakter z tym, że w związku z rozbudową kopalni w Słupcu kurczyły się zasoby rolnicze i zmniejszyła się liczba gospodarstw rolnych.

## Zabytki
W Koszynie są następujące obiekty zabytkowe:
- przy drodze nr 381 stoi kamienny krzyż z XIX wieku, z oryginalnym rzeźbionym cokołem,
- szyb wentylacyjny kopalni „Słupiec” z 1910 roku, będący zabytkiem techniki.

## Religia
W Koszynie jest nowo wybudowany kościół pw. Matki Boskiej Nieustającej Pomocy, należący do parafii w Bożkowie. Budowa świątyni trwała od 2003 do 2010 roku.